# Waka (skała)
Waka – skała okruchowa, rodzaj piaskowca.
Waki są to skały przejściowe pomiędzy piaskowcami a aleurytami i skałami ilastymi – pelitami. Zawierają 15-75% matrix lub spoiwa, o ziarnie wielkości poniżej 30 μm. W zależności od zawartości we frakcji psamitowej lub aleurytowej kwarcu, skaleni lub okruchów skał, wyróżnia się waki kwarcowe, waki skaleniowe i waki lityczne.